# Zinaida Greceanîi
Zinaida Petrovna Greceanîi (Зинаи́да Греча́ная en ruso) (Tomsk, Unión Soviética —actual Rusia—, 7 de febrero de 1956) es una economista y política moldava que se desempeñó como primera ministra de Moldavia entre 2008 y 2009. Pertenece al Partido de los Socialistas de la República de Moldavia. Es la primera mujer a ocupar el cargo de primer ministro en su país. Fue la presidenta del Parlamento de Moldavia entre 2019 y 2021.
Nació en Tomsk, Rusia, y estudió economía en Chisináu en la Universidad Estatal de Moldavia. Está casada y tiene dos hijos.